# Alejandro Pedroza
Alejandro Pedroza – meksykański bokser, srebrny medalista Igrzysk Ameryki Środkowej i Karaibów z roku 1950.

## Kariera
W marcu 1950 roku zdobył srebrny medal na Igrzyskach Ameryki Środkowej i Karaibów w Gwatemali. W finale przegrał na punkty z Kubańczykiem Cirilo Gómezem.